# Hendrick Indijck
Hendrick Indijck (Alkmaar, 1615? - Batavia, 1664) was een notaris in Alkmaar, die werkte voor de VOC. Hij werd benoemd tot onderkoopman in het koninkrijk Ayutthaya en werd in 1656 naar Cambodja gestuurd om vrede te sluiten. Hij bracht een bezoek aan Angkor Wat en trouwde een inlandse vrouw. 
Buitenlanders werden hartelijk verwelkomd aan het hof van de Thaise koning Narai (1657-1688), een kosmopoliet die desondanks wantrouwig stond tegenover buitenlandse invloed. Tijdens zijn bewind werden handelsbanden gesmeed met Japan. Nederlandse en Engelse compagnieën vestigden factorijen, en Thaise diplomatieke missies werden naar Parijs en Den Haag gestuurd. Door banden met diverse landen te onderhouden kon het Thaise hof de Nederlanders uitspelen tegen de Engelsen en de Fransen, om zo te voorkomen dat één buitenlandse mogendheid te veel macht zou krijgen.
In 1657 werd hij naar Japan gezonden en werd tweede man in Desjima. In 1660 werd hij benoemd als opperhoofd in Desjima en nam mogelijk zijn vrouw, maar in ieder geval zijn zoon en dochter mee. De jongen vergezelde zijn vader naar het hof van de shogun.
In 1661 werd hij tweede man onder Frederick Coyett op Nederlands-Formosa. Het is niet duidelijk of hij daar ooit aankwam. Na de Overgave van Fort Zeelandia in 1662 is hij opnieuw naar Desjima gezonden. In 1664 werd Indijck voor de derde keer benoemd, maar overleed voor zijn vertrek. Zijn vrouw was al in 1662 gestorven, en de kinderen werden tijdelijk in het weeshuis ondergebracht. De voogden zochten onderdak voor de beide kinderen in het land van hun moeder, maar uiteindelijk zijn zij met het kapitaal van hun vader naar Holland gereisd en daar getrouwd.